# LoveLive! Series Presents COUNTDOWN LoveLive! 2021→2022 〜LIVE with a smile!〜
- ラブライブ!シリーズ
  - ラブライブ!サンシャイン!! > Aqours > LoveLive! Series Presents COUNTDOWN LoveLive! 2021→2022 〜LIVE with a smile!〜
  - ラブライブ!虹ヶ咲学園スクールアイドル同好会 > 虹ヶ咲学園スクールアイドル同好会 > LoveLive! Series Presents COUNTDOWN LoveLive! 2021→2022 〜LIVE with a smile!〜
  - ラブライブ!スーパースター > Liella! > LoveLive! Series Presents COUNTDOWN LoveLive! 2021→2022 〜LIVE with a smile!〜

LoveLive! Series Presents COUNTDOWN LoveLive! 2021→2022 〜LIVE with a smile!〜（ラブライブ！シリーズプレゼンツ カウントダウンラブライブ！トゥーサウザンドトゥエンティーワン トゥー トゥーサウザンドトゥエンティートゥー ライブ ウィズ ア スマイル！）は、2021年12月31日から2022年1月1日に、ぴあアリーナMMで開催されたラブライブ!シリーズ合同のカウントダウンライブイベント。2022年9月14日に本ライブの模様を収録した同名の映像作品が発売された。

## 概要
8月23日に行われた、無印を除くAqours、虹ヶ咲、Liella!3校合同での生配信にて開催が発表された。
Aqours、虹ヶ咲学園スクールアイドル同好会、Liella!（キャラクター自体未登場の2期メンバー・3期メンバーを除く）が出演している。テーマソングは、「LIVE with a smile!」。
有料生配信を同時実施し、2022年4月29日から5月5日には、Aqoursから小林愛香、虹ヶ咲から相良茉優、Liella!からペイトン尚未出演のオーディオコメンタリーが配信された。
ラブライブ！シリーズ合同でのライブイベントは、2020年1月18日、1月19日に開催された「LoveLive! Series 9th Anniversary ラブライブ!フェス」以来となる。
また、ラブライブ！シリーズでのカウントダウンライブは、2020年12月30日、12月31日から2021年1月1日に生配信で開催されたAqoursの、「ラブライブ！サンシャイン!! Aqours COUNTDOWN LoveLive! 〜WHITE ISLAND〜」以来で、本ライブが初の有観客でのカウントダウンライブである。
Aqoursは、前々日と前日に同じ会場にて「Aqours EXTRA LoveLive!〜DREAMY CONCERT 2021〜」を開催しており、3日間連続でライブを行った。また、この3日間が国木田花丸役高槻かなこの適応障害の治療による休養からの活動再開の場となった。
虹ヶ咲の楠木ともりは健康上の理由により、パフォーマンスをソロ曲とテーマ曲である「LIVE with a smile!」のみに絞り、トークパートでは着席していた。
また、楠木の合同ライブは最後の出演となった。
虹ヶ咲学園スクールアイドル同好会としては、メンバーが増員されて12人体制となってから初の有観客ライブとなった。
Liella!としては、初めてシリーズの他グループと共演した有観客ライブとなった。
開演直前には、μ'sのSUNNY DAY SONGなどの楽曲が流されていた。
有料生配信限定でライブ終了直後にキャストによる舞台裏あいさつが生配信された。
通常はカウントダウンイベント終了後の観客の移動手段となる終夜運転が、新型コロナウイルス感染拡大防止の観点から、周辺路線の各社局（東急・京急・相鉄・市営地下鉄）で中止が決定、JRも運行計画が確定しておらず、終演後みなとみらい・桜木町地区への滞留（＝コロナウイルス感染リスク増大）が懸念されたことから、代替手段としてJTBが企画するクリアファイル付きアクセスバスが複数路線運行された（沼津駅発着便は東海バス・富士急シティバスの東名高速ラッピング車を貸切）。

## テレビ放送
2022年2月27日22:00 - 23:40に、本ライブの特別編集版がフジテレビTWOにて放送された。本放送では、Aqoursから降幡愛、虹ヶ咲から前田佳織里、Liella!から青山なぎさによる特別座談会の映像が追加された。

## 映像ソフト

### 収録内容

#### Disc1
1. 始まりは君の空 - Liella!
2. TOKIMEKI Runners - 虹ヶ咲学園スクールアイドル同好会
3. DREAMY COLOR - Aqours
4. 想いよひとつに！ピッタンコmy friends！カウントダウンで1.2.3！①
5. START!! True dreams - Liella!
6. だから僕らは鳴らすんだ！ - Liella!
7. ノンフィクション!! - Liella!
8. Day1 - Liella!
9. 私のSymphony - Liella!
10. Starlight Prologue - Liella!

#### Disc2
1. 開花宣言 - 上原歩夢
2. 決意の光 - 三船栞子
3. オードリー - 桜坂しずく
4. めっちゃGoing!! - 宮下愛
5. MELODY - 優木せつ菜
6. Märchen Star - 近江彼方
7. ☆ワンダーランド☆ - 中須かすみ
8. ドキピポ☆エモーション - 天王寺璃奈
9. Fire Bird - 朝香果林
10. 哀温ノ詩 - エマ・ヴェルデ
11. I'm Still... - ミア・テイラー
12. Queendom - 鐘嵐珠
13. L!L!L! (Love the Life We Live) - 虹ヶ咲学園スクールアイドル同好会
14. 想いよひとつに！ピッタンコmy friends！カウントダウンで1.2.3！②

#### Disc3
1. WATER BLUE NEW WORLD - Aqours
2. 青空Jumping Heart - Aqours
3. Dance with Minotaurus - Aqours
4. Fantastic Departure! - Aqours
5. 未来の僕らは知ってるよ - Aqours
6. 想いよひとつに！ピッタンコmy friends！カウントダウンで1.2.3！③
7. 〜Radio with a smile!〜①
8. Shooting Voice!! - Liella!
9. 〜Radio with a smile!〜②
10. ミラクル STAY TUNE! - 虹ヶ咲学園スクールアイドル同好会
11. 〜Radio with a smile!〜③
12. not ALONE not HITORI - Aqours
13. LIVE with a smile! - Aqours、虹ヶ咲学園スクールアイドル同好会、Liella!
14. キャスト年賀状2022

#### Disc4
1. Making of “LoveLive! Series Presents COUNTDOWN LoveLive! 2021→2022 〜LIVE with a smile!〜”
2. 裏ZADANKAI with a smile!
  - 出演：降幡愛、前田佳織里、青山なぎさ